# الخربة (الرضمة)
الخربة هي إحدى قرى عزلة البكرة بمديرية الرضمة التابعة لمحافظة إب، بلغ تعداد سكانها 180 نسمة حسب تعداد اليمن لعام 2004.